# Laurent Faulon
 (janvier 2021).
La mise en forme du texte ne suit pas les recommandations de Wikipédia : il faut le « wikifier ».
Les points d'amélioration suivants sont les cas les plus fréquents :
- Les titres sont pré-formatés par le logiciel. Ils ne sont ni en capitales, ni en gras.
- Le texte ne doit pas être écrit en capitales (les noms de famille non plus), ni en gras, ni en italique, ni en « petit »…
- Le gras n'est utilisé que pour surligner le titre de l'article dans l'introduction, une seule fois.
- L'italique est rarement utilisé : mots en langue étrangère, titres d'œuvres, noms de bateaux, etc.
- Les citations ne sont pas en italique mais en corps de texte normal. Elles sont entourées par des guillemets français : « et ».
- Les listes à puces sont à éviter, des paragraphes rédigés étant largement préférés. Les tableaux sont à réserver à la présentation de données structurées (résultats, etc.).
- Les appels de note de bas de page (petits chiffres en exposant, introduits par l'outil «  Source ») sont à placer entre la fin de phrase et le point final[comme ça].
- Les liens internes (vers d'autres articles de Wikipédia) sont à choisir avec parcimonie. Créez des liens vers des articles approfondissant le sujet. Les termes génériques sans rapport avec le sujet sont à éviter, ainsi que les répétitions de liens vers un même terme.
- Les liens externes sont à placer uniquement dans une section « Liens externes », à la fin de l'article. Ces liens sont à choisir avec parcimonie suivant les règles définies. Si un lien sert de source à l'article, son insertion dans le texte est à faire par les notes de bas de page.
- La présentation des références doit suivre les conventions bibliographiques. Il est recommandé d'utiliser les modèles {{Ouvrage}}, {{Chapitre}}, {{Article}}, {{Lien web}} et/ou {{Bibliographie}}. Le mode d'édition visuel peut mettre en forme automatiquement les références.
- Insérer une infobox (cadre d'informations à droite) n'est pas obligatoire pour parachever la mise en page.

Pour une aide détaillée, merci de consulter Aide:Wikification.
Si vous pensez que ces points ont été résolus, vous pouvez retirer ce bandeau et améliorer la mise en forme d'un autre article.
 (9 janvier 2020).
Le texte peut changer fréquemment, n’est peut-être pas à jour et peut manquer de recul. 
Le titre et la description de l'acte concerné reposent sur la qualification juridique retenue lors de la rédaction de l'article et peuvent évoluer en même temps que celle-ci.
Cet article possède un paronyme, voir Folon (homonymie).
Laurent Faulon né le 6 août 1969 à Nevers est un plasticien français. Il vit à Genève.

## Biographie

### Jeunesse
Laurent Faulon est le benjamin d'une fratrie de trois garçons. L'artiste Claude Lévêque, né aussi à Nevers, étudiant aux Beaux-Arts et moniteur de centre aéré, fréquente assidûment la famille et fait découvrir la culture punk aux trois frères puis invite Laurent Faulon, âgé de 16 ans, à le rejoindre pour les vacances à Paris. Il l’exhibe comme un « singe savant » à des galeristes et des commissaires d'exposition qui découvrent son travail. En 1986, il met  fin à sa relation avec Claude Lévêque de seize ans son aîné. En 1988, Laurent Faulon expose à la Fondation Cartier à Jouy-en-Josas. 

### Formation
De 1987 à 1991, il étudie l'art à Londres au Goldsmith's College. Influencé par l’art corporel, l’actionnisme viennois et le milieu punk, il rejoint les Beaux arts de Grenoble et fonde le Brise-Glace, un squat d'artistes local. En 2002, il s'installe à Genève. 

### Carrière
Depuis 2004, il enseigne à l’École supérieure d'art Annecy Alpes. Il expose régulièrement avec sa compagne Delphine Reist. 

### Accusations de pédocriminalité contre Claude Lévêque
En 2019, Laurent Faulon adresse une lettre au tribunal de Bobigny. Il décrit sa relation avec Claude Lévêque de ses 10 à 17 ans : attouchements, viols. Le parquet de Bobigny ouvre une enquête pour viols et agressions sexuelles sur mineurs de moins de 15 ans,. En janvier 2021, Laurent Faulon raconte son histoire à la presse afin de faire accélérer la procédure en cours. Dans un entretien accordé à Mediapart, Laurent Faulon réclame l'imprescriptibilité des faits de pédocriminalité.

## Galerie

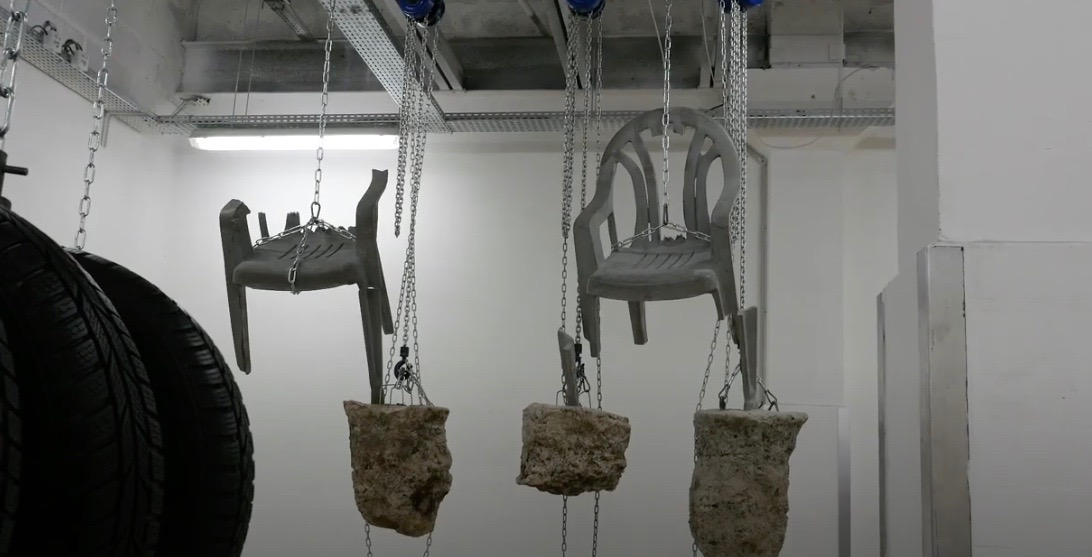
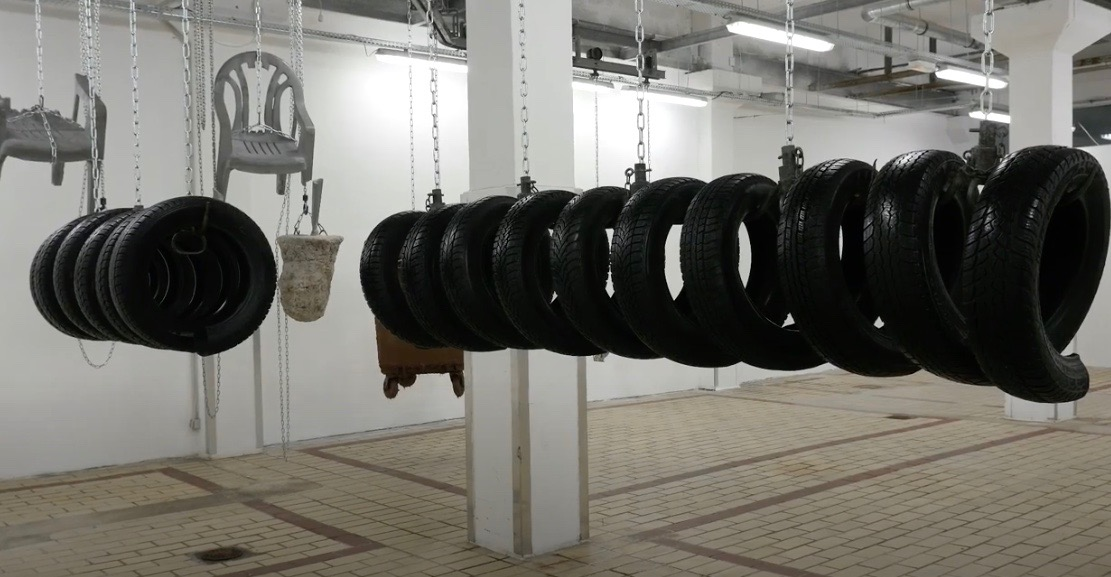
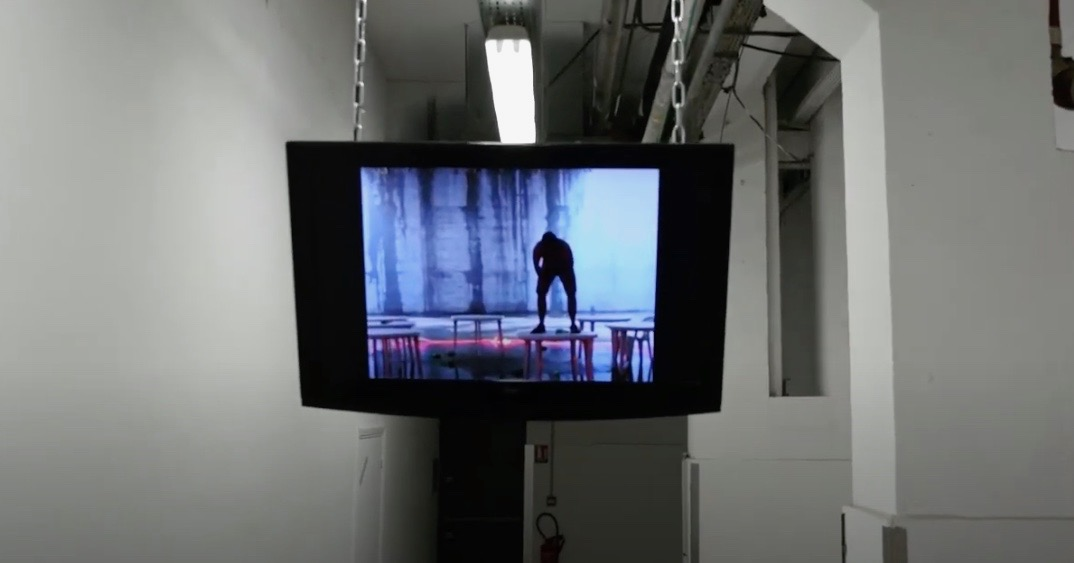
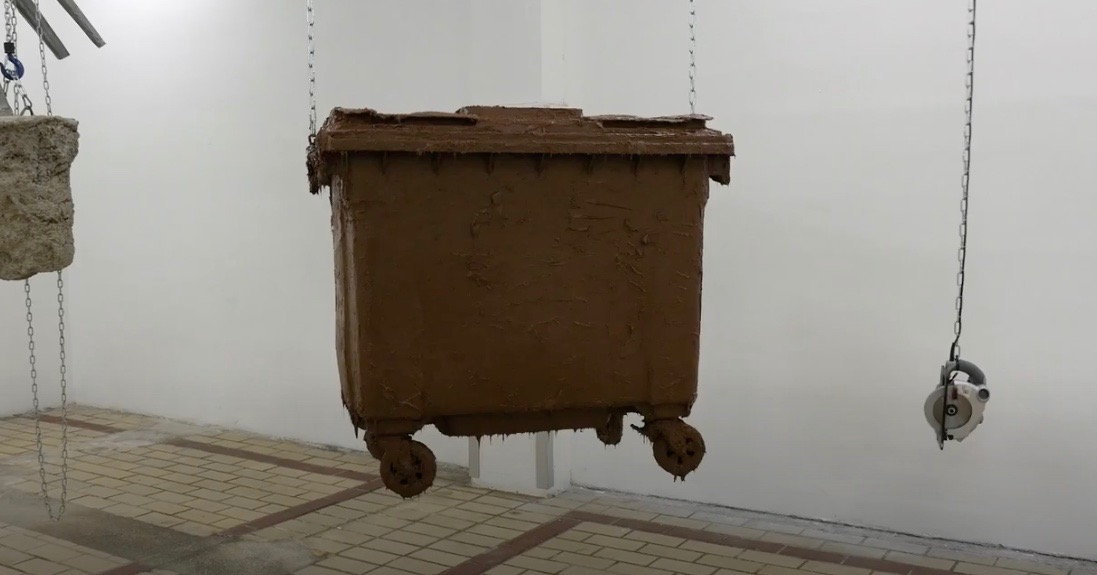
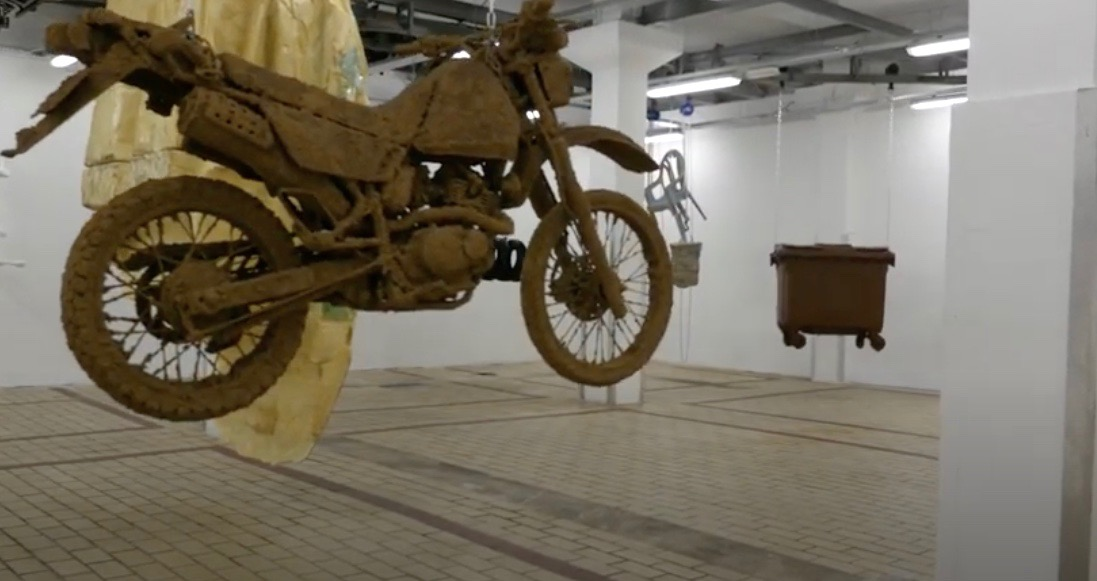
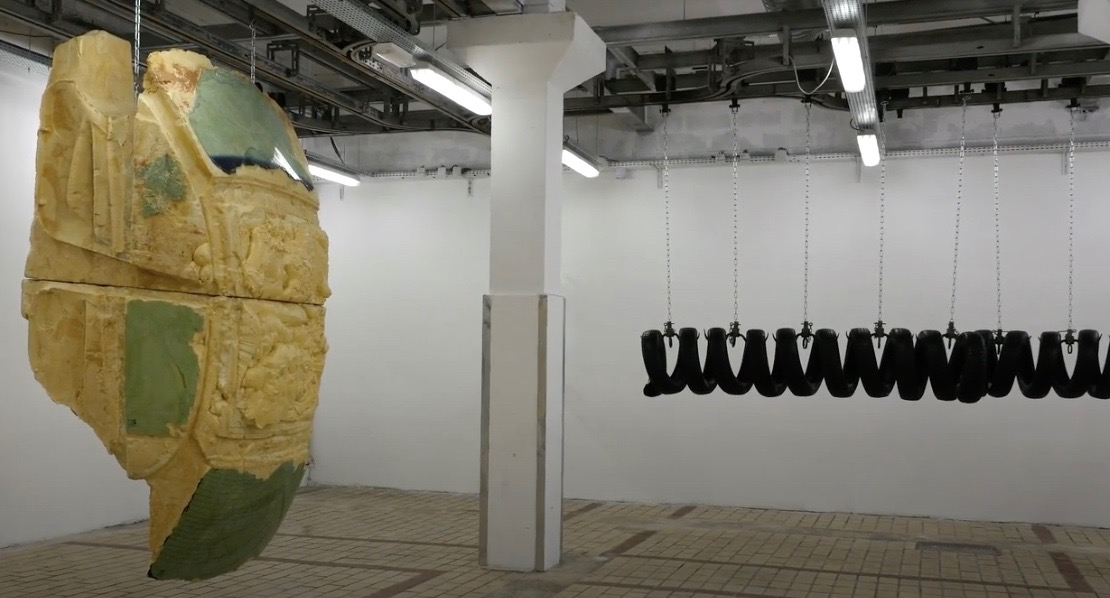
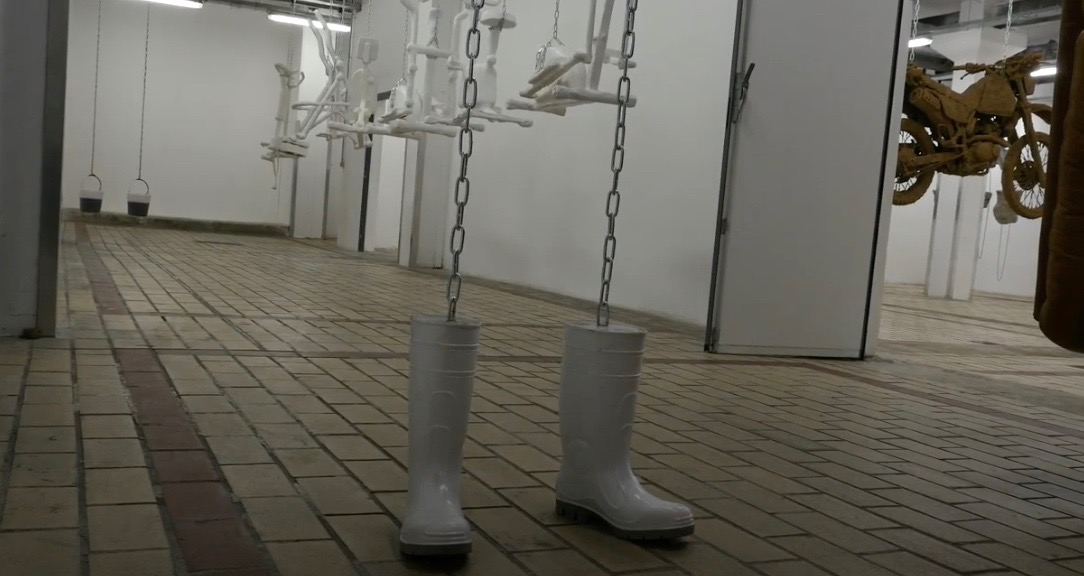

## Expositions sélectives
- 1988
  - Atelier en liberté, Fondation Jacques Cartier, Jouy-en-Josas
- 2004
  - Carrière brisée, Festival Kronstadt Forever
- 2005
  - Flaque, Haut parleur générant des ondes à la surface de l'eau, en collaboration avec Antez, Abattoirs , Riom
  - Congélateur, Nouvelle galerie, Grenoble
- 2006
  - Fête foraine, P.O.S. occupation des sols, Greenhouse, Saint-Étienne
- 2007
  - Tables de jardin, galerie Chappe
  - Méchoui, galerie Candyland, Stockholm
  - Let it bleed, Back to wild Life, galerie Candyland, Stockholm
- 2008
  - Garden Party, Manoeuvres 1/3, Fonds Cantonal d'Art Contemporain, Génève
  - Front de mer, Chantier du collège Sismondi, Genève
  - Table, galerie Stargazer, Genève
- 2009
  - Ensemble, Chantier du collège Sismondi
  - Mein Ferrari, Ludwigsburg
- 2011
  - Fêt Nat, Ferme asile, Sion, Suisse
  - Salon de Jardin MonterBau, Plan-Les-Ouates, Suisse
- 2023
  - Idéal standard, Three Bro, centre d’art L’Onde, Vélizy-Villacoublay[9]